# 정이오
정이오(鄭以吾, 1351년 ~ 1434년 8월 11일)는 고려 말 조선 초기의 문신이며 학자이다. 자는 수가(粹可), 호는 교은(郊隱), 본관은 진주(晉州)이다. 정을보(鄭乙輔)의 증손이자 정분(鄭苯)의 아버지이다.

## 생애
일찍이 스스로 과거를 보기 위해 항상 이색(李穡)·정몽주(鄭夢周)와 교유했다.
1374년(공민왕 23) 문과에 급제했으며, 1376년(우왕 2) 예문관검열(藝文館檢閱), 이듬해 삼사도사(三司都事), 공양왕(恭讓王)조에 공조정랑(工禮正郞), 예조정랑(禮曹正郞), 전교부령(典校副令)을 역임했다.
조선이 개국된 후인 1394년(태조 2) 지선주사(知善州事)로 나갔으며, 이때 야은 길재가 어렵게 어머니를 봉양하고 있어 밭을 주어 도와 주었다.(야은길재행장, 박서생 撰)
1398년(태조 7) 봉상시소경(奉常寺少卿)으로서 좌정승(左政丞) 조준(趙浚) 등 5명과 함께 『사서절요 四書切要』를 찬술(撰述)해 바쳤다.
1400년(정종 2) 악정(樂正)으로서 회안군(懷安君)의 휘하에 있었던 진무소(鎭撫所)의 갑사(甲士) 3백 명의 혁파를 청했는데, 왕이 이를 받아들였다.
이후 병조의랑(兵曹議郞), 교서감(校書監), 예문관직제학(藝文館直提學)을 거쳐 사성(司成)이 되었으며, 1403년(태종 3) 대사성(大司成)으로 승진했다.
1405년(태종 5) 우대언(右代言) 김과(金科)와 함께 생원시(生員試)를 주관해 조서로(趙瑞老) 등 100명을 뽑았는데, 공정하지 못하다는 이유로 사헌부(司憲府)의 탄핵을 받았다.
같은 해 공조우참의(工曹右參議), 1407년(태종 7) 공안부윤(恭安府尹)을 거쳤으며, 1410년(태종 11) 동지춘추관사(同知春秋館事)로서 영춘추관사(領春秋館事) 하륜(河崙), 지춘추관사(知春秋館事) 류관(柳觀) 등과 함께 『태조실록』의 편찬을 시작했다.
이듬해 검교판한성부사(檢校判漢城府事), 1413년(태종 13) 예문관대제학(藝文館大提學)을 거쳤으며, 1418년(세종 즉위년) 의정부찬성사(議政府贊成事), 이듬해 판우군도총제부사(判右軍都摠制府事)로 치사(致仕)했다.
1434년(세종 16) 졸했으며, 시호는 문정(文定)이다.

## 저서
- 《교은집》(郊隱集)